# گولسهایم
گولسهایم (به آلمانی: Güllesheim) یک شهر در آلمان است که در راینلاند-فالتس واقع شده‌است.

## خصوصیات
گولسهایم ۶۸۰ نفر جمعیت دارد.